# Tano Bonnín
Cayetano Bartolomé Bonnín Vásquez (Palma, 30 de junho de 1990), comumente conhecido como Tano, é um futebolista dominicano que atua como zagueiro. Atualmente defende o Hércules CF.

## Clubes
Natural de Palma de Maiorca, Ilhas Baleares, Tano jogou por quase toda a sua adolescência no clube local RCD Mallorca, com suas duas passagens pelo clube totalizando 11 anos. Jogou suas primeiras partidas profissionais pela equipe reserva na terceira divisão, terminando a temporada 2009–10 emprestado ao Real Jaén.
No inverno de 2010, Tano assinou com o Real Madrid, sendo inicialmente registrado no time B, mas apenas jogou pelo time C na quarta divisão. Continuou a jogar pelas divisões inferiores da Espanha nos anos seguintes, com o Valencia Mestalla.
Em fevereiro de 2013, Tano se tornou sensação na internet, após afastar a bola da sua área com um chute de bicicleta contra o L'Hospitalet, pela terceira divisão espanhola. Em 3 de setembro, assinou pela SD Noja, mas em 25 de outubro acabou indo para o Villarreal C após não poder jogar pelo anterior clube.
Em 8 de julho de 2015, Tano se juntou ao Osasuna.

## Seleção nacional
Filho de mãe dominicana, fez sua estreia internacional pela seleção dominicana em 24 de março de 2013, jogando no amistoso contra o Haiti que terminou em vitória por 3 a 1.